# Malin Kärre
Malin Elisabeth Kärre, född 26 februari 1950 i Hedvig Eleonora församling i Stockholm, är en svensk diplomat.

## Biografi
Kärre har tjänstgjort på ambassaderna i Maputo, Nairobi och New Delhi. Hon var enhetschef för dåvarande Enheten för globalt samarbete innan hon var Utrikesdepartementets (UD) personalchef 1998-2003. Kärre var ambassadör i Vilnius 2004-2008 och i Kairo 2008-2013.